# Hudud
Hudud (arabiska حدود) betyder begränsning och betecknar inom islam Guds begränsning för människan. I islams rättslära är hudud de typer av brott som det finns fastställda straff för i Koranen eller sunna. Det behövs alltså inget beslut eller övervägande om vilket straff brottet ska ha eftersom Gud redan har bestämt straffet genom sina uppenbarelser. Hudud kan kontrasteras mot tazir och siyasa, som är två typer av straff som en domare själv kan avgöra när de är lämpliga.
De brott som allmänt anses omfattas av hudud är: stöld, rån, äktenskapsbrott, falsk anklagelse för äktenskapsbrott, att dricka alkohol och apostasi/att lämna sin religion.
Mord och att avsiktligen skada en annan person anses av flera islamiska rättsskolor ingå i hudud.

## Brott och straff
Följande brott med respektive straff omfattas av hudud med stöd antingen i Koranen eller haditherna: 
1. Äktenskapsbrott/sexuellt umgänge utanför äktenskap, zina, bestraffas med 100 piskrapp om den som begått brottet inte haft samlag inom ett giltigt äktenskap. Om den som begått handlingen varit gift är straffet stening till döds.[1]
2. Apostasi, att lämna sin religion, medför dödsstraff om den anklagade vidhåller sin uppfattning även efter en betänkeperiod som beviljats av en domstol.[1][2]
3. Stöld bestraffas med amputering av höger hand.[1]
4. Rån bestraffas med förvisning i ett år om rånet inte ledde till förlust av egendom eller liv. Om någon förlorade egendom så är straffet diagonal amputering, till exempel av höger hand och vänster fot. Rån som ledde till död bestraffas med döden och om både liv och egendom har gått förlorat så bör straffet enligt många bedömare vara korsfästelse.[1]
5. Falsk anklagelse för äktenskapsbrott eller sexuellt umgänge utanför äktenskap bestraffas med 80 piskrapp.[1]
6. Berusning bestraffas med 40 eller 80 piskrapp.[1]

## Bevis
Enligt vissa islamiska rättslärde krävs i teorin synnerligen stränga bevis när det gäller bedömning av hadd/hudud. De menar att följande krav måste uppfyllas:
Enbart ögonvittnesskildringar och erkännanden räknas. Ögonvittnena måste vara minst fyra till antalet. Enbart vittnesmål från fria muslimska män accepteras, dvs. icke-muslimers, kvinnors och slavars vittnesmål är ogiltiga. Den misstänkte måste erkänna fyra gånger och då vara vid sina sinnens fulla bruk. Vederbörande kan när som helst ta tillbaka sitt erkännande.  
Vid anklagelse för äktenskapsbrott/hor krävs det att målsäganden har fyra manliga muslimska klanderfria vittnen som bevittnat penetreringen då han annars själv kan bli dömd för falskt vittnesmål. Kvinnor kan inte vittna i ärenden som kan leda till dödsstraff. 
Detta har i praktiken visat sig ofta ha som följd att våldtäktsoffer döms för falsk angivelse och förövaren går fri. I många muslimska länder följer fängelsestraff som påföljd för falsk angivelse.
Kraven är stränga och kriterierna för bland annat stöld är preciserade. Stöldgodset måste ha ett värde på över 10 dirham och det får inte vara matvaror, då nöd upphäver lag, om någon stulit mat på grund av fattigdom. Det får inte heller finnas några tvivel om att varorna tillhörde ägaren och att de förvarades säkert i dennes hus. Tjuven måste ha brutit sig in i huset och tagit varorna med sig ut. Dessutom måste händelsen ha bevittnats av två ögonvittnen.

## Praktisering idag
Hududreglerna praktiseras inte av alla länder med muslimsk majoritet utan av stater som vill bygga landets författning på shariarätten. Saudiarabien är det enda land som endast har sharia som lag. Men Saudiarabien tillämpar hududreglerna strängare än i klassisk tid. Det är bland annat för att domaren (qadi) har frihet att utifrån egen värdering och bedömning fastställa straffet (tazir). Domarna dömer därför mer självständigt och de är inte heller bundna till någon rättsskola. 
Saudiarabien använder sig av hududstraff eftersom både domstolarnas och kungens uppfattning är att kriminaliteten har ökat markant sedan 1970-talet. Landet använder sig därför av avskräckande straff för att hålla nere brottsligheten. Dock praktiseras inte hududreglerna om det går att undvika. Flera andra länder som Iran, Pakistan, Sudan och Somalia tillämpar hududstraffen.
Under kolonialtiden ställde kolonialmakterna krav på reformer, där bland annat tillämpningen av hudud skulle avskaffas, vilket medverkade till en förändring i straffrätten i flertalet muslimska länder. Shariarätten är varken en nationell, internationell eller universell lag utan ska betraktas som ett regelsystem som enbart gäller muslimer. Rättslärda (ulama) vill att sharia ska vara allomfattande, vilket är en omöjlighet eftersom lagen är olika i skilda delar av världen och oftast är kopplad till seder, bruk och tradition, framför allt när det gäller genusfrågor.
Förenta Nationerna (FN) antog de Mänskliga rättigheterna 1948 som bör gälla universellt. Då det är globala människorättigheter är straffrätten oacceptabel eftersom fysisk bestraffning är förbjudet enligt stadgarna, men även för de ojämlikheter som finns i shariarätten mellan kvinnor och män.

## Tolkning
Hududreglerna kan tolkas olika vad gäller kategoriseringen av de fem straffreglerna. Några jurister menar att även avfall från islam (apostasi) ska räknas hit. Andra anser att mord ska ingå i kategorin, medan vissa menar att uppror mot en legitim härskare också bör betraktas som hududbrott. De hävdar att berusning och falskt vittnesmål inte är värre brott än de fem nämnda, vilka Gud har bestämt att muslimer inte får begå. Dock kan såväl avfall från islam, mord och uppror mot härskaren leda till dödsstraff. 

### Fotnoter
1. 1 2 3 4 5 6 7 8 9 10  Peters, Rudolph (2009) (på engelska). Ḥudūd. Oxford University Press. doi:10.1093/acref/9780195305135.001.0001/acref-9780195305135-e-0322. ISBN 978-0-19-530513-5. https://www.oxfordreference.com/display/10.1093/acref/9780195305135.001.0001/acref-9780195305135-e-0322. Läst 21 maj 2024
2. ↑  ”Apostasy - Oxford Islamic Studies Online”. www.oxfordislamicstudies.com. Arkiverad från originalet den 4 september 2014. https://web.archive.org/web/20140904042337/http://www.oxfordislamicstudies.com/article/opr/t125/e174. Läst 7 februari 2021.

### Allmänna källor
- Knut S. Vikør, Mellom Gud og Stat (2003)